# Гальвдан Чорний
Гальвдан Чорний (давньоскан. Hálfdan svarti) — напівлегендарний конунг Агдеру, перший час спільно з братом Вестфоллу, з роду Інглінгів. Крім успадкованих володінь, також завоював частину Вінгулмарку і успадкував Согн від завчасно померлого первістка.
Життєпис

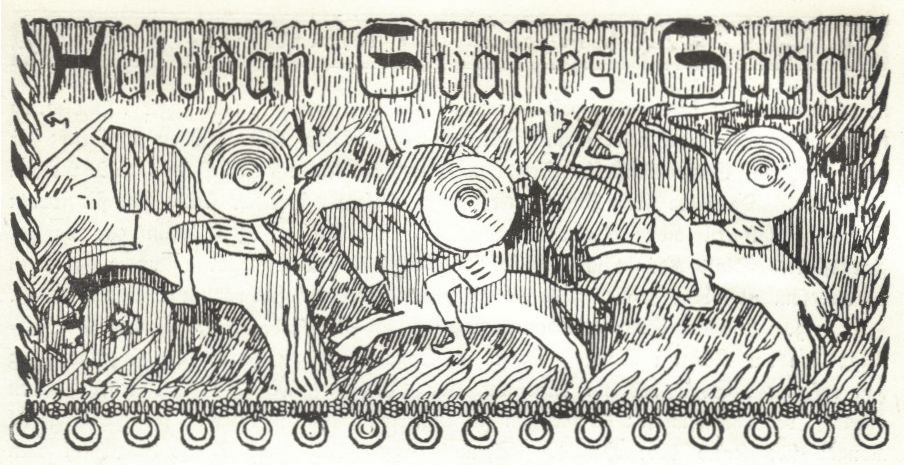
Титульний фриз до видання «Саги про Гальвдана Чорного» 1899 р. Гергарда Мюнте

«Сага про Інглінгів» ісландського скальда Сноррі Стурлусона в «Колі Земному» містить лише згадку про нього як сина Гудрьода. Натомість збірник містить окрему присвячену йому «Сагу про Гальвдана Чорного», оригінал якої втрачений. Також так чи інакше згадується в ряді інших творів (див. розділ «Історична традиція»)

### Молоді роки
Він народився біля 820 року. Його матір'ю була Аса Гаральдсдоттір, донька конунга Агдеру Гаральда Рудобородого. Його батько невдало сватався до неї, через що викрав її, невдовзі одружившись. Згодом Аса вбила гудрьода, не приховуючи цього, і після замаху на чоловіка повернулася з сином назад у Агдер. Землі мав успадкувати Гальвдан, якому тоді був рік, як син спадкоємиці Агдеру (конунга Гаральда вбив гудрьод ще під час викрадання). Тим часом батькову вотчину Вестфолл успадкував єдинокровний брат Олав гейрстад-Альв.
Отже, Гальвдана забрала Аса у Агдер, де він виховувався і яким до його дорослішання керувала мати. Коли Гальвдан підріс, він став сильним, статним, і навдивовижу чорнявим. Ще тоді його через це прозвали Чорним. Коли йому виповнилося 18 років, він став конунгом Агдеру і розділив навпіл з братом батьків Вестфолл.

### Війна в Вінгулмарку

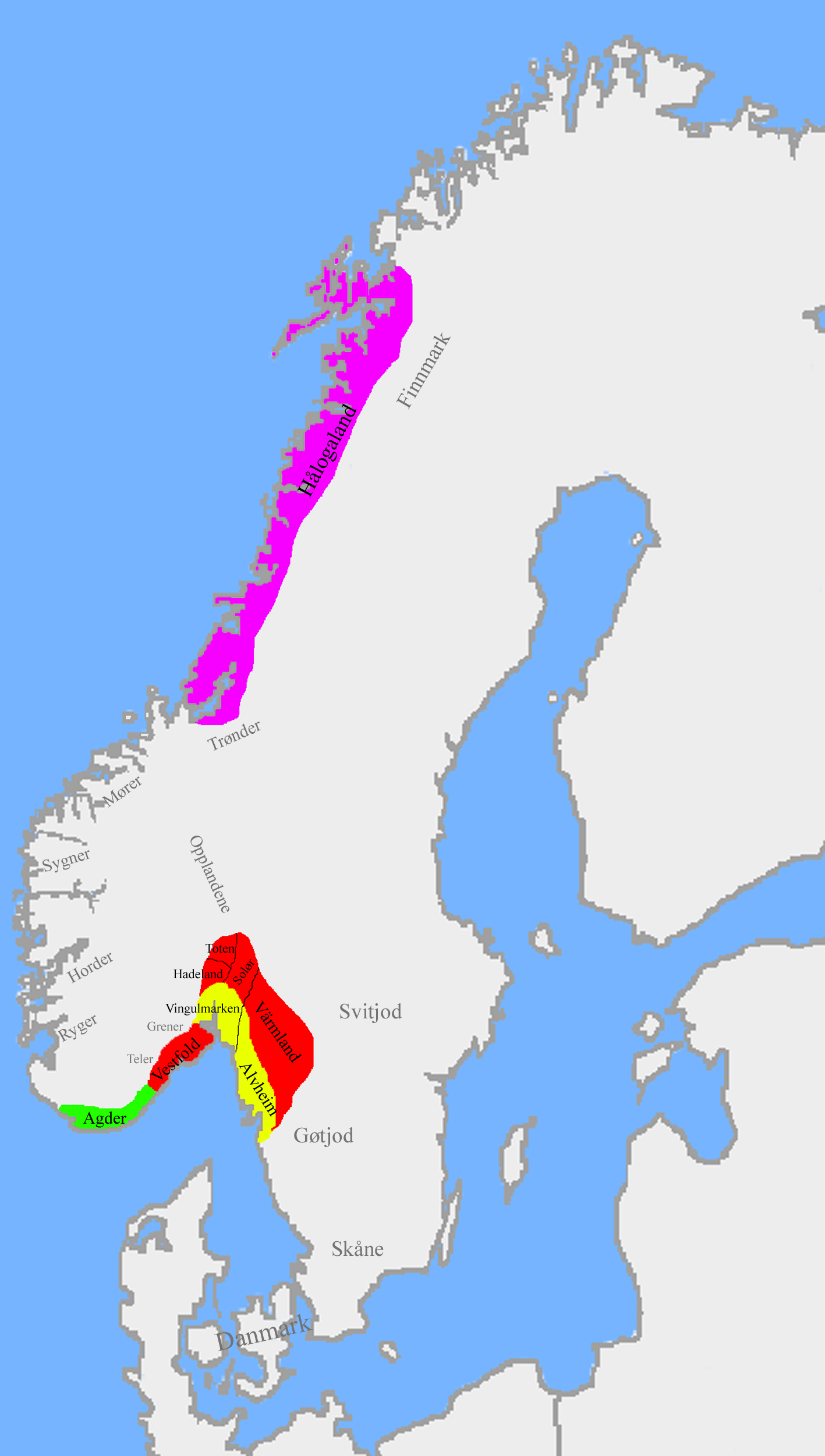
Норвегія станом на 820 р., момент смерті гудрьода Мисливця, чиї володіння позначені червоним

Майже одразу по отриманню влади у своїх землях, Гальвдан здійснив похід проти тодішнього конунга Вінгулмарка і Альвгейма Альвгейра за володіння цією землею, яка була батькова ще від першого шлюбу, хоча він міг взяти собі весь регіон.
Вони мали цілий ряд битв, в яких не було явного переможця. Врешті ворогуючі сторони усвідомили патовість ситуації і розділили Вінгулмарк: Гальвдан отримав батьків посаг, так що стратегічно він лише виграв від статусу-кво.

### Похід в Іннланнет
Тим часом Гальвдан почув, що в сусідній землі Румеріке виникли розбрати. Він не втрачав нагоди, і вдарив по тамтешньому конунгу Ейстейну. Тричі вони зійшлися у битві, і тричі Гальвдан перемагав, спочатку в самому Раумарікі, потім в Гедмарку, і востаннє на острові Гельгейя, єдиному острові озера Мйоса.
Тоді переможений послав свого двоюрідного брата Галварда задля миру, а Гальвдан віддав назад Ейстейну половину Гедмарку в честь погодженого перемир'я. Згодом Гальвдан також підкорив Тотен і Ланд, землю в Іннланнеті; потім він також завоював Гаделанд, що там ж. Відтоді Гальвдана можна було вважати одним з наймогутніших правителів регіону.

### Одруження і отримання Согну
Гальвдан Чорний одружився з Рагнгільд Гаральдсдоттір, донькою Гаральда Золотобородого. У подружжя народився син, якому дід по материнській лінії дав своє ім'я. Це був старший брат ще ненародженого короля Норвегії, він виховувався у Гаральда Золотобородого в Согні. В той час було заведено відправляти дітей на виховання іншим членам родини.
Коли Гаральд вже постарів, він передав своє королівство Гаральду Гальвдансону, але незабаром той помер у 10 років, як зазначається, від цинги. Тієї ж зими, що і син, померла Рагнгільд.
Щойно Гальвдан почув про смерть сина, він прибув у Согн зі своїми людьми, де їх прийняли. Він зажадав отримати королівство, адже він був його спадкоємцем після смерті сина, який не встиг народити дітей. Ніхто не заперечував, і, поставивши управителя над отриманими землями, Гальвдан вирушив до Оппланна.

### Замах на Гальвдана
Одного разу Гальвдан прибув у свої землі у Вінгулмарку восени. Він розважався у своєму маєтку на фермі вночі. У цей час до конунга підійшов слуга, сповістивши, що чуже військо підійшло до їхніх полів. Гальвдан притьмом наказав своїм людям озброїтися і виступати до бою.
Засідку очолили три сини гандальва Альвгейрсона — Гаке, Гайсінг і Гельсінг. У них було чимало воїнів, але Гальвдан зміг дати відсіч і врятуватись, втікши до лісу. В бою також полягли двоє з братів, Гайсінг і Гельсінг. Гаке врятувався, і згодом був вбитий вже після смерті Гальвдана, за життя його молодшого сина Гаральда в битві при Гакадалі.

### Друге одруження
Друга дружина мала те саме ім'я, що і перша — це була Рагнгільд Сігурдсдоттір, і одруженню передувала чимала історія. В ній докладно описується епізод з її батьком Сігурдом Оленем, конунгом Грінгарікі (суч. Рінгеріке), і викраданням самої Рагнгільд і її брата гутторма внаслідок загибелі батька від рук берсерка, на ім'я Гакі.
Гакі хотів зіграти весілля з Рагнгільд, але його планам заважали численні рани: Сігурд під час бою наніс йому вдосталь поранень і відітнув руку. Тим часом Гальвдан святкував йоль у власних землях неподалік. Він почув всю ту історію і наказав своїм людям привезли до нього Рагнгільд. Його люди не без пригод виконали завдання, привізши дівчину разом з її братом. Надвечір Гальвдан побачив здалеку критий візок, що перетинав лід озера біля маєтку.
Конунг велів накривати столи і влаштував неабиякий бенкет, одружившись з Рагнгільд. Вона не була проти, бо Гальвдан фактично врятував її і вже мав чималі володіння.

#### Гаральд Прекрасноволосий
Сина від цього шлюбу також назвали Гаральд, тільки йому судилося довершити справу батька, об'єднавши усю західну частину Норвегії.
Цікаво, що незадовго до смерті Гальвдан посварився з сином. Святкуючи йоль в Гаделанді, його столи ломилися від їжі. Але за кілька хвилин вся їжа чарівним чином зникла. Гості один за одним пішли додому, і Гальвдан захотів дізнатися причину настільки дивного випадку. Він наказав схопити одного фіна, відомого чаклуна. Але фін нічого не сказав. Він попросив допомоги у сина Гальвдана, Гаральда, але конунг відмовився відпускати чарівника. Згодом Гаральд з чаклуном втекли до весни. Саме фін перший приніс Гаральду звістку про те, що Гальвдан помер.

### Загибель

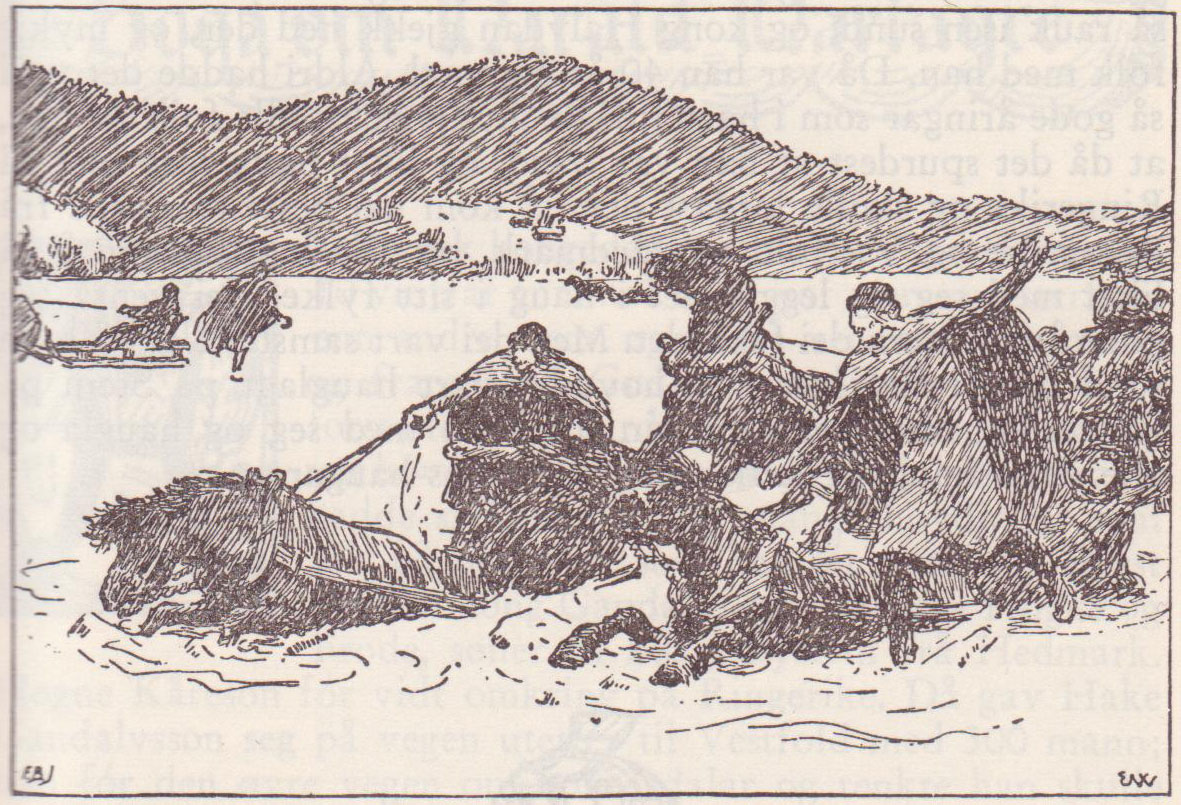
Смерть Гальвдана Чорного на малюнку Еріка Вереншьоля для видання «Кола Земного» 1899 р.

Одного весняного дня після йолю і сварки з сином, Гальвдан їхав на санах по озеру Рьонн (суч. Раннсфйорден) з Гаделанда. Він їхав біля місця, яке було водопоєм. У той день сонце сильно пригрівало, і там, де раніше на льоді був тваринний гній, пізніше утворилися ополонки. Коли конунг проїжджав по одному з таких місць, він перший проломився під лід, і з ним ще чимало люду, мало хто врятувався. Сноррі каже, що йому тоді було сорок років.
Коли тіло знайшли, його привезли в Грінгарікі, куди з'їхались шляхетні люди з усіх усюд. При ньому були урожайні роки, і приїжджа знать, зокрема з Раумарікі, Вестфоллу і Гедмарку, хотіла похоронити кожен у своєму фюльке задля процвітання їхніх земель.
Вони зійшлися на тому, що тіло розділили на чотири частини. Голову поклали в Грінгарікі (суч. Рінгеріке), а решту частин кожен забрав собі, похоронивши в окремому кургані. Всі ці могили тепер називаються курганами Гальвдана.
Варто також зазначити, що Гальвдан Чорний, описуваний в «Historia Norwegiæ» і «Ågrip» не був розчленований. В обох джерелах лише сказано що він був похований в Грінгарікі (суч. Рінгеріке).
Інша, пізніша сага, «Красива шкіра», наводить більші деталі: нутрощі були поховані у Тінгельстаді, тіло в Штайні (див. розділ нижче), а голова в Скірінгзалі. Втім, сага наводить три частини на противагу Снорровим чотирьом.
Молодші джерела описують більші подробиці і часто плутаються між собою, називаючи різні числа. Тому дослідники скептично ставляться до подібних уточнень.
У 1916 році історик Антон Вільгельм Брьогер стверджував, що подібний епізод поділу відображає історичний факт. Він вважав, що ідея розчленування, імовірно, прийшла через призму католицького мислення, з ідеєю, що при розподілі частин тіла святих, особа, про яку йдеться, повинна бути розподілена на більшій площі. Тобто більша площа була б освячена. Це не заважає місцевим традиціям розвиватися протягом багатьох років, що певні більші кургани містять ті чи інші частини Гальвдана.

#### Кургани Гальвдана

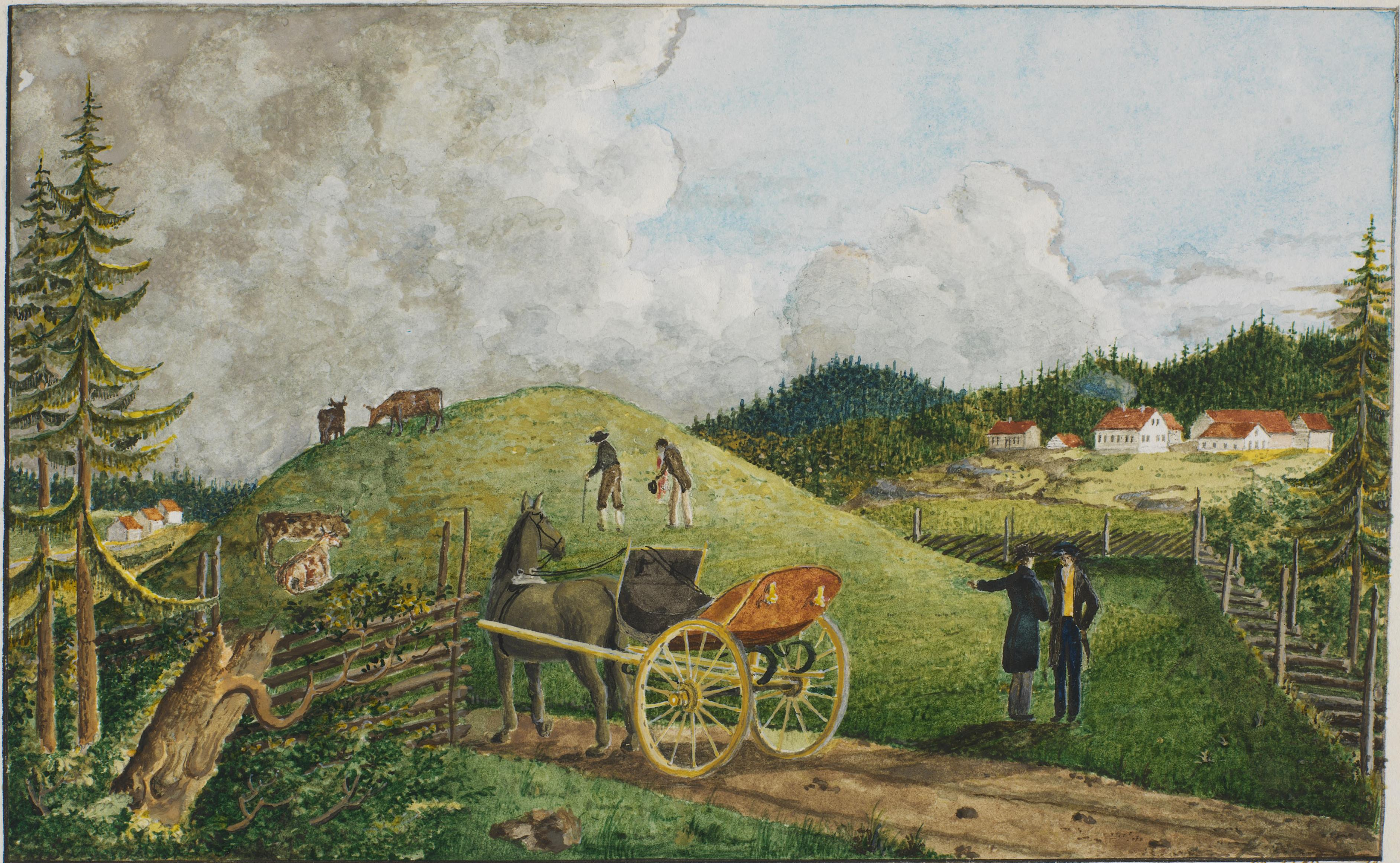
«Курган Гальвдана Чорного в Штайні», Пітер Андреас Брандт

Хоч нижчеподані поховання і називаються курганами Гальвдана згідно з «Сагою про Гальвдана Чорного», по якій тіло розділили на чотири частини, не доведено, що ці кургани дійсно належали конунгу чи взагалі тому часу, в який він жив. Іноді дослідники в різний час називали різних імовірно похованих там.
- Курган Гальвдана в Штайні, Хуле, Вікен: Археологічні дослідження свідчать про те, що курган був побудований десь у IV ст., але також було доведено пізніші дати з епохи вікінгів; припускаються часові рамки VIII–IX ст.
- Курган Гальвдана в Тінгельстаді, Гран, Гаделанд, що в Іннланнеті: Він знаходиться на території однойменного музею, середніх розмірів, діаметром 16 м і заввишки 1,6 м. У 1789 році Крістофер Гаммер писав, що в ній міститься частина тіла Гальвдана Чорного. Кілька джерел раніше XIX ст. описують могилу, і деякі містять інформацію, яку неможливо перевірити з саг. Археологічно курган не досліджувався.
- Курган Гальвдана в Говінсгольмі, на о. Гельголя посередині оз. Мйоса, Рінгсакер, Гедмарк: Курган розташований біля південного краю о. Гельгоя, у найвищій точці. Він має 35 м у діаметрі та 6 м у висоту, і зараз він прихований лісом. Раніше завдяки відкритій місцевості це, безперечно, було орієнтиром для багатьох частин Мйоси. Курган вперше описав Герхард Шенінг у 1775 році, але він згадує, що курган був зведений над гуттормом, сином Дейла-Гудбранда. За словами «Саги про Гальвдана Чорного», він нібито загинув у битві проти Гальвдана на острові (див. розділ «Похід в Іннланнет»). У 1816 році власник землі спробував покопати в місці кургану, і, як кажуть, він знайшов колоди та велику кількість людських кісток. Відтоді зробили висновок, що курган був зведений над Гальвданом.
- Курган Гальвдана в Губреді, Гамар, Гедмарк: Курган вперше згадує антиквар і археолог Ніколай Ніколайсен у 1877 році. Потім він уточнює, що місцева традиція визначає його як могилу Гальвдана Чорного, але з своєї сторони зазначає, що це необгрунтовано. Пізніше було зроблено висновок, що названа висота є природним утворенням і поховання там нема.

## Результати правління

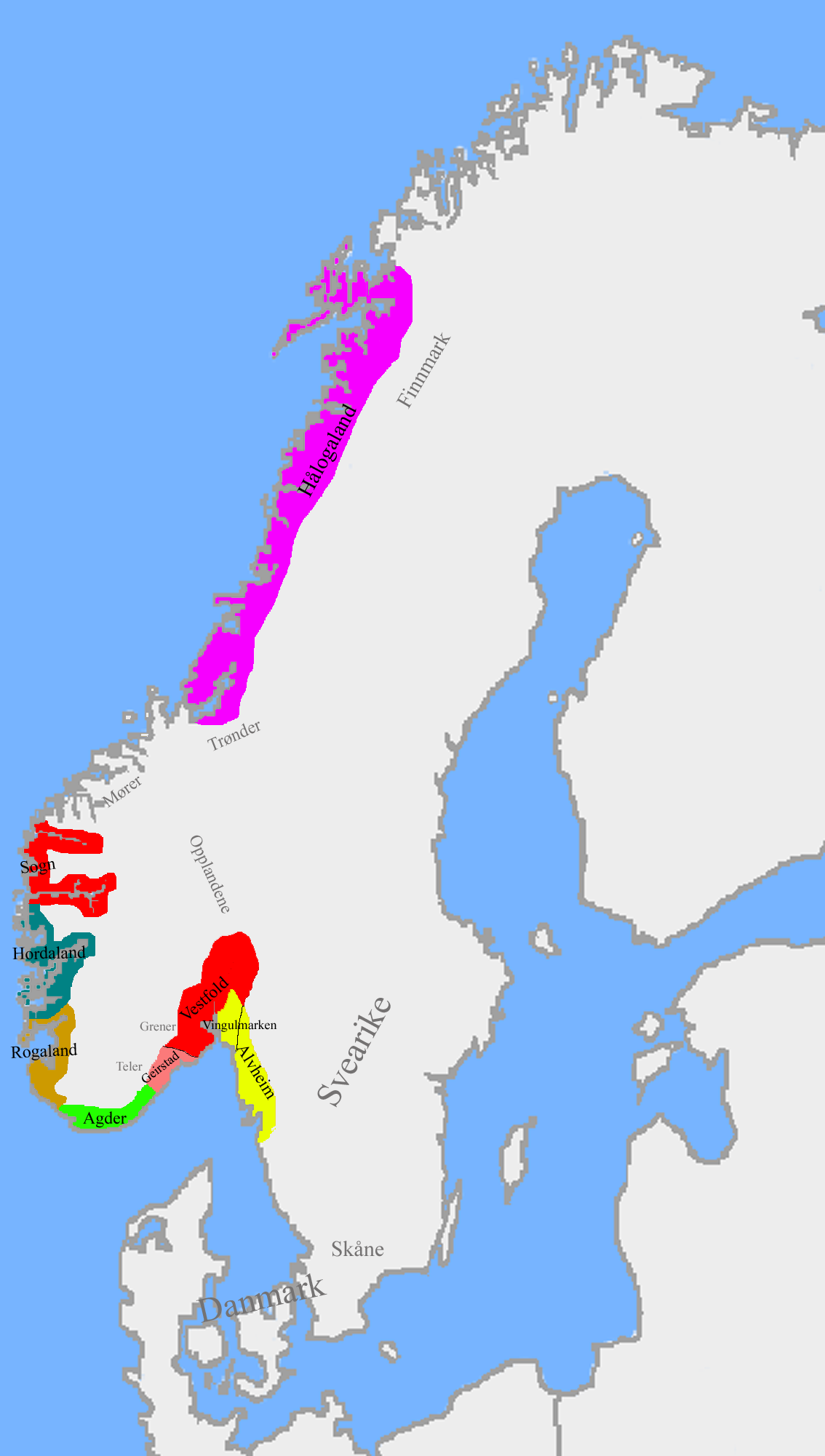
Норвегія станом на 860 р., володіння Гальвдана позначені червоним

На момент своєї смерті Гальвдан був, крім батьківського Вестфоллу, конунгом Согну, частиною Вінгулмарку, а також ряду земель у Оппланні.
Саме батькові територіальні надбання стали підвалиною майбутнього норвезького королівства його сина, згідно з Сноррі.

## Історична традиція
Гальвдан Чорний посідає важливе місце в норвезькій самосвідомості як батько короля першої норвезької держави. Йому було відведено постійне місце в королівських сагах, які були написані багато пізніше, у XII–XII ст.
Жодні сучасні джерела не надають більших відомостей про Гальвдана крім твердження, що він був батьком Гаральда, якщо не враховувати той факт, що Гаральд названий «syni Halfdanar» в одній строфі саги «Вороняча пісня», яка була складена незабаром після битви в Гафрсфйорді (подано переклад норвезькою (нюношк) Расмуса Фло, оригінал в кінці у виносці):

Harald me fylgde,

Halvdans-sonen,

Ynglingen unge,

fraa or egge me komo.

Також «Гальвдан» було поширеним ім'ям в епоху вікінгів, і пізніша традиція також оперує іншим Гальвданом Чорним, якого згадують як сина Гаральда Прекрасноволосого. Складно спростувати чи довести існування такої людини. Загалом, не можна вважати, що літературна традиція про Гальвдана Чорного цілком відповідає історичним реаліям, але вона має право на критичний розгляд.
У зображенні Сноррі Гальвдана є чітка тенденція: зробити здобуті землі Гальвдана наріжним каменем для пізнішого, більшого ряду земель його сина. Таким чином, скальд описує Гальвдана як бравого воїна — починаючи з Вестфоллу — він здійснив масштабні завоювання у Східній Норвегії.
Це дещо відмінна картина від тієї, яка існувала на першому етапі норвезької історіографії. У латинській «Historia Norwegiæ» (бл. 1180 р.), яка спирається на старішу роботу, нині безповоротно втрачену, Гальвдан згадується як «король гори» з «королівством в горах» (лат. «regnum in montanis»), як і його батько Гудрьод Мисливець:

Huius filius Halfdanus cognomento Niger regnum
post patrem item in montanis optinuit.

Багато також свідчить про те, що лише пізніші автори саг згадують одруження Гальвдана Чорного двічі — з жінками, обидва на ім'я Рагнгільд і від обох були сини на ім'я Гаральд. Молодший син і став Гаральдом Прекрасноволосим. Оскільки Рагнгільд Сігурдсдоттір по батьку Сігурду Оленю є нащадком легендарного датського конунга Рагнара Лодброка, Гаральд в результаті отримав таке ж видатне походження як з боку матері, так і з боку батька.

## В масовій культурі

### Музика
- Німецько-норвезька група Leaves' Eyes написала і виконала у 2014 році пісню «Halvdan the Black»[29].

### Кінематограф
- Повнометражний фільм «І на камінні ростуть дерева» (СРСР, Норвегія; 1985; режисери Станіслав Ростоцький і Кнут Андерсен) — Гальвдана там чомусь звуть Олав, що суперечить навіть першоджерелу-книжці.
- Телесеріал «Вікінги» (Канада, Ірландія; з 2013; режисер Майкл Герст) — там фігурує Гальвдан Чорний, за сюжетом, брат Гаральда Прекрасноволосого. Його прототипом часто вважають батька, хоча у Гаральда ще був син, теж Гальвдан, з таким же прізвиськом. Але, втім, існує суттєва розбіжність з прізвиськом: актор, що грає персонажа — блондин.